# Зірочки сухостепові
Зірочки сухостепові (Gagea tesquicola) — вид трав'янистих рослин родини лілійні (Liliaceae), ендемік українського Приазов'я.

## Опис
Багаторічник. Приазовську расу Gagea pusilla, яка нерідко відрізняється забарвленням оцвітини й кількістю квіток у суцвітті, які розкриваються одночасно А. Н. Краснова виділяє в окремий вид — G. tesquicola A.Krasnova.

## Поширення
Європа: Україна.
В Україні зростає у Приазов'ї.